# Acanthametropus pecatonica
Acanthametropus pecatonica är en dagsländeart som först beskrevs av Burks 1953.  Acanthametropus pecatonica ingår i släktet Acanthametropus och familjen Acanthametropodidae. Inga underarter finns listade i Catalogue of Life.